# Gijs Blom
Gijs Blom (Amsterdam, 2 de gener de 1997) és un actor neerlandès, fill de l'artista i actriu Marloes van den Heuvel. Conegut per la seva participació com a protagonista de Jongens, va començar la seva carrera formant part de l'equip de Ciske de Rat entre 2007 i 2009. A més de ser actor de diverses pel·lícules neerlandeses, va donar veu a la versió doblada en neerlandès a films com Hotel per gossos o Linus. És fill de l'actriu i cantant Marloes van den Heuvel.

## Filmografia
- 2011: Sonny Boy - Wim
- 2014: Jongens - Sieger
- 2014: Kankerlijers - Olivier
- 2014: Nena - Carlo
- 2014: Pijnstillers - Casper
- 2014: Boys de Mischa Kamp : Sieger
- 2015: 4Jim	Jim
- 2016: Moordvrouw : Giel van Rijn
- 2016: La Famiglia : Angelo Esposito
- 2017: Silk Road  : Raymond
- 2017: De mannentester : Noah Kramer
- 2019: Ma vie avec John F. Donovan: Parella de Rupert